# 己二酸铵
己二酸铵是一种羧酸盐，化学式为(NH4)2C6H8O4。它可由己二酸和过量的氨水反应，再从溶液中结晶得到。它可以形成单斜晶体，空间群P21/c，晶胞参数a=6.150，b=8.897，c=8.690 Å，β=98.21°。它在100 °C分解为己二酸氢铵。